# Liste der Biografien/Dieg
Liste der Biografien |
Portal Biografien |
Personensuche
# |
A |
B |
C |
D |
E |
F |
G |
H |
I |
J |
K |
L |
M |
N |
O |
P |
Q |
R |
S |
T |
U |
V |
W |
X |
Y |
Z |
?
 
Da |
Db |
Dc |
Dd |
De |
Dg |
Dh |
Di |
Dj |
Dk |
Dl |
Dm |
Dn |
Do |
Dq |
Dr |
Ds |
Du |
Dv |
Dw |
Dy |
Dz
 
Dia |
Dib |
Dic |
Did |
Die |
Dif |
Dig |
Dih |
Dij |
Dik |
Dil |
Dim |
Din |
Dio |
Dip |
Diq |
Dir |
Dis |
Dit |
Diu |
Div |
Diw |
Dix |
Diy |
Diz
 
Dieb |
Diec |
Died |
Dief |
Dieg |
Dieh |
Diek |
Diel |
Diem |
Dien |
Diep |
Dier |
Dies |
Diet |
Dieu |
Diev |
Diew |
Diez
Die Liste der Biografien führt alle Personen auf, die in der deutschsprachigen Wikipedia einen Artikel haben. Dieses ist eine Teilliste mit 31 Einträgen von Personen, deren Namen mit den Buchstaben „Dieg“ beginnt.

## Dieg

### Diege
- Diegel, Hans-Günter (* 1936), deutscher Fußballspieler
- Diegel, Helmut (* 1956), deutscher Politiker (CDU), MdL
- Diegel, Jakob (1805–1891), Landtagsabgeordneter Großherzogtum Hessen
- Diegel, Ralf (* 1963), deutscher Schwimmer
- Diegel, Riedel (* 1957), deutscher Mundharmonikaspieler
- Diegelmann, Theo (* 1939), deutscher Fußballspieler
- Diegelmann, Wilhelm (1861–1934), deutscher Schauspieler
- Diegelmann, Zeno (* 1974), deutscher Schriftsteller, Librettist, Literatur-Comedian

### Diego
- Diego (* 1982), brasilianischer Fußballspieler
- Diego (* 1985), brasilianischer FußballspielerDiego (* 1985)

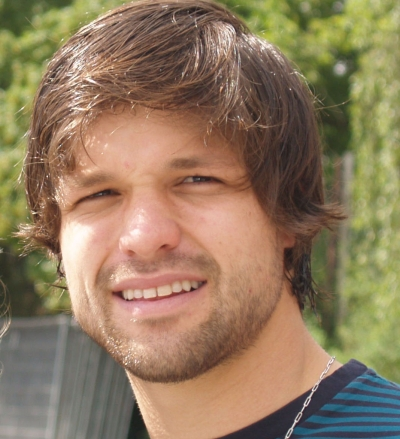
Diego (* 1985)

- Diego Ângelo (* 1986), brasilianischer Fußballspieler
- Diego Carlos (* 1993), brasilianischer Fußballspieler
- Diego de Acebo († 1207), römisch-katholischer Bischof von Osma
- Diego de Ocaña (1565–1608), spanischer Theologe, Ordenspriester und Reisender
- Diego López II. de Haro († 1214), baskischer Grundherr und Ritter
- Diego López III. de Haro († 1254), baskischer Grundherr und Ritter
- Diego Maurício (* 1991), brasilianischer Fußballspieler
- Diego Renan (* 1990), brasilianischer Fußballspieler
- Diego Rodríguez Porcelos († 885), zweiter Graf Kastiliens
- Diego von Österreich (1575–1582), Fürst von Asturien
- Diego, Alex (* 1985), mexikanischer Fußballspieler
- Diego, Gerardo (1896–1987), spanischer Schriftsteller
- Diego, José de (1866–1918), puerto-ricanischer Dichter und Politiker
- Diego, Juan († 1548), Heiliger der römisch-katholischen Kirche
- Diego, Julio de (1900–1979), spanisch-amerikanischer Maler, Illustrator und Bühnenbildner
- Diego, Sun (* 1989), deutscher Rapper ukrainisch-jüdischer HerkunftSun Diego (* 1989)

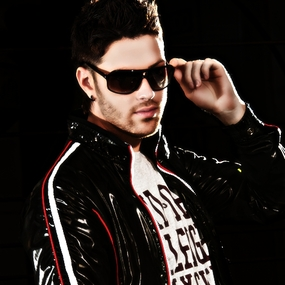
Sun Diego (* 1989)

### Diegu
- Diegues, Carlos (1940–2025), brasilianischer Filmregisseur, Drehbuchautor und Produzent
- Diéguez Arévalo, Anamaría (* 1952), guatemaltekische Diplomatin
- Diéguez Dueñas, Isidoro (1909–1942), spanischer Politiker des Bürgerkriegs
- Diéguez Reboredo, José (1934–2022), spanischer Geistlicher, römisch-katholischer Bischof von Tui-Vigo
- Diéguez, Miriam (* 1986), spanische Fußballspielerin